# 古盧區
古盧區是非洲中部國家烏干達的111個區之一，由北部區負責管轄，首府是古盧，面積11,732平方公里，距離首都坎帕拉約340公里，2011年人口估計為298,500。

## 外部連結
- Website of Gulu District
- Article by Steve Bloomfield in The Independent newspaper, 29 August 2006